# JPMorgan Chase Tower
JPMorgan Chase Tower é um dos arranha-céus mais alto do mundo, com 305 metros (1,002 ft). Edificado na cidade de Houston, Estados Unidos, foi concluído em 1982 com 75 andares.